# Жінконенависник
«Жінконенависник» (англ. The Woman Haters) — американська короткометражна кінокомедія Генрі Лермана 1913 року з Роско Арбаклом в головній ролі.

## У ролях
- Роско «Товстун» Арбакл — перший старий
- Нік Коглі — другий старий